# Farges-en-Septaine
Farges-en-Septaine és un municipi francès, situat al departament de Cher i a la regió de Centre – Vall del Loira. L'any 2007 tenia 916 habitants.

## Demografia

### Població
El 2007 la població de fet de Farges-en-Septaine era de 916 persones. Hi havia 300 famílies, de les quals 60 eren unipersonals (28 homes vivint sols i 32 dones vivint soles), 96 parelles sense fills, 136 parelles amb fills i 8 famílies monoparentals amb fills.
La població ha evolucionat segons el següent gràfic:
Habitants censats

### Habitatges
El 2007 hi havia 369 habitatges, 309 eren l'habitatge principal de la família, 24 eren segones residències i 36 estaven desocupats. 363 eren cases i 6 eren apartaments. Dels 309 habitatges principals, 248 estaven ocupats pels seus propietaris, 55 estaven llogats i ocupats pels llogaters i 6 estaven cedits a títol gratuït; 1 tenia una cambra, 8 en tenien dues, 32 en tenien tres, 88 en tenien quatre i 180 en tenien cinc o més. 254 habitatges disposaven pel capbaix d'una plaça de pàrquing. A 101 habitatges hi havia un automòbil i a 189 n'hi havia dos o més.

### Piràmide de població
La piràmide de població per edats i sexe el 2009 era:
| Homes | Edats   | Dones |
| ----- | ------- | ----- |
| 0     | 95 o +  | 0     |
| 0     | 90 a 94 | 0     |
| 0     | 85 a 89 | 8     |
| 4     | 80 a 84 | 4     |
| 8     | 75 a 79 | 24    |
| 16    | 70 a 74 | 24    |
| 16    | 65 a 69 | 0     |
| 4     | 60 a 64 | 24    |
| 20    | 55 a 59 | 12    |
| 28    | 50 a 54 | 16    |
| 28    | 45 a 49 | 36    |
| 36    | 40 a 44 | 28    |
| 32    | 35 a 39 | 28    |
| 32    | 30 a 34 | 20    |
| 44    | 25 a 29 | 20    |
| 44    | 20 a 24 | 12    |
| 28    | 15 a 19 | 16    |
| 24    | 10 a 14 | 24    |
| 20    | 5 a 9   | 44    |
| 16    | 0 a 4   | 0     |

## Economia
El 2007 la població en edat de treballar era de 653 persones, 521 eren actives i 132 eren inactives. De les 521 persones actives 493 estaven ocupades (310 homes i 183 dones) i 28 estaven aturades (10 homes i 18 dones). De les 132 persones inactives 45 estaven jubilades, 46 estaven estudiant i 41 estaven classificades com a «altres inactius».

### Ingressos
El 2009 a Farges-en-Septaine hi havia 322 unitats fiscals que integraven 848,5 persones, la mediana anual d'ingressos fiscals per persona era de 18.782 €.

### Activitats econòmiques
Dels 16 establiments que hi havia el 2007, 1 era d'una empresa extractiva, 1 d'una empresa alimentària, 5 d'empreses de construcció, 1 d'una empresa de comerç i reparació d'automòbils, 4 d'empreses d'hostatgeria i restauració, 1 d'una empresa financera, 1 d'una empresa immobiliària, 1 d'una entitat de l'administració pública i 1 d'una empresa classificada com a «altres activitats de serveis».
Dels 10 establiments de servei als particulars que hi havia el 2009, 1 era un guixaire pintor, 3 lampisteries, 1 electricista, 1 perruqueria i 4 restaurants.
L'únic establiment comercial que hi havia el 2009 era una fleca.
L'any 2000 a Farges-en-Septaine hi havia 7 explotacions agrícoles.

## Equipaments sanitaris i escolars
L'únic equipament sanitari que hi havia el 2009 era una ambulància.
El 2009 hi havia una escola elemental.

## Poblacions més properes
El següent diagrama mostra les poblacions més properes.